# Moriz Hoernes (arkeolog)
Moriz (eller Moritz) Hoernes, född 29 januari 1852, död 10 juli 1917, var en österrikisk arkeolog. Han var son till geologen Moriz Hoernes och bror till geologen Rudolf Hoernes.
Hoernes var kustos vid hovmuseet 1889–1907 och blev 1899 professor i förhistorisk arkeologi i Wien. Hoernes betydelse som vetenskapsman är framförallt sammanställarens och popularisatorns. Han skrev en rad omfångsrika verk och bidrog i hög grad till att höja den förhistoriska arkeologin till en vetenskaplig disciplin. 
Bland hans verk märks Urgeschichte des Menschen (1892, 2:a upplagan under titeln Natur- und Urgeschichte des Menschen 1909), Urgeschichte der bildenden Kunst in Europa (1898, 3:e upplagan 1925), Der diluviale Mensch in Europa (1903) och Kultur der Urzeit (3 band, 1912).